# Ródenas
Ródenas is een gemeente in de Spaanse provincie Teruel in de regio Aragón met een oppervlakte van 44,26 km². Ródenas telt 64 inwoners (1 januari 2016).

## Demografische ontwikkeling
Bron: INE, 1857-2011: volkstellingen

## Geboren
- Pietro Martínez y Rubio (1614-1667), aartsbisschop van Palermo